# Tom Caluwé
Tom Caluwé (Rumst, 11 april 1978) is een Belgisch voormalig betaald voetballer die bij voorkeur op het middenveld speelde. Hij speelde één keer in het Belgisch voetbalelftal, in mei 2006. In 2014 werd hij assistent-coach bij KV Mechelen. Vanaf mei 2024 werkt hij bij Willem II als technisch directeur. In Tilburg gaat hij door het leven als Kapitein Schettino. Eveneens als Schettino verliet ook Tom Caluwé met de staart tussen de benen het zinkende schip.

## Spelerscarrière
Caluwé voetbalde in eigen land voor Londerzeel SK, Racing Mechelen en KV Mechelen. Bij die laatste club voetbalde hij ruim 3 jaar in de hoofdmacht en kwam tot 85 wedstrijden. In 1999 vertrok hij naar Willem II uit Tilburg. Bij Willem II speelde hij ruim 6 jaar, tot hij in 2006 de overstap maakte naar FC Utrecht. In 2009 maakte hij de overstap naar Al-Wakrah SC uit Qatar, waar hij één seizoen speelde.
Op 11 mei 2006 debuteerde hij voor de Rode Duivels tegen Saoedi-Arabië, zijn enige cap. Hij scoorde ook in deze wedstrijd. Hij maakte ook deel uit van België op het Wereldkampioenschap voetbal onder 20 in 1997. Hij was samen met Carl Hoefkens, Cédric Roussel en de doelmannen Olivier Renard en Jean-François Gillet de enige van de toenmalige selectie die het tot Rode Duivel schopte.

## Clubstatistieken
| Seizoen   | Club              | Duels | Goals | Competitie     |
| --------- | ----------------- | ----- | ----- | -------------- |
| 1996/97   | KV Mechelen       | 20    | 1     | Jupiler League |
| 1997/98   | KV Mechelen       | 31    | 6     | Jupiler League |
| 1998/99   | KV Mechelen       | 20    | 7     | Jupiler League |
| 1999/00   | KV Mechelen       | 14    | 2     | Jupiler League |
| 1999/00   | Willem II         | 14    | 1     | Eredivisie     |
| 2000/01   | Willem II         | 31    | 6     | Eredivisie     |
| 2001/02   | Willem II         | 26    | 4     | Eredivisie     |
| 2002/03   | Willem II         | 24    | 0     | Eredivisie     |
| 2003/04   | Willem II         | 29    | 10    | Eredivisie     |
| 2004/05   | Willem II         | 30    | 6     | Eredivisie     |
| 2005/06   | Willem II         | 15    | 3     | Eredivisie     |
| 2005/06   | FC Utrecht        | 15    | 3     | Eredivisie     |
| 2006/07   | FC Utrecht        | 32    | 7     | Eredivisie     |
| 2007/08   | FC Utrecht        | 28    | 1     | Eredivisie     |
| 2008/09   | FC Utrecht        | 29    | 3     | Eredivisie     |
| 2009/10   | Al-Wakrah SC      | 19    | 3     | Qatari League  |
| 2010/11   | Sint-Truidense VV | 12    | 0     | Jupiler League |
| 2010/11   | AEK Larnaca       | 11    | 1     | Eerste Divisie |
| 2011/2012 | Londerzeel SK     | 26    | 17    | Vierde klasse  |
| 2013/2014 | Londerzeel SK     | 29    | 8     | Derde klasse   |
| Totaal    | Totaal            | 427   | 56    |                |

## Trainer & directeur
Na zijn spelerscarrière ging Caluwé bij zijn ex-club KV Mechelen aan de slag als assistent-trainer. Na zijn debuutseizoen 2014/15, toen KV Mechelen onder hoofdtrainer Aleksandar Janković negende eindigde, verlengde hij zijn contract met twee jaar. Een jaar later werd zijn contract opnieuw opengebroken.
Na de overstap van Janković naar Standard Luik in september 2016 stond Caluwé één wedstrijd aan het hoofd van KV Mechelen: op 10 september won KV Mechelen met 2-0 van STVV. Kort daarop ging hij weer aan de slag onder de nieuwe hoofdtrainer Yannick Ferrera. Toen Ferrera in oktober 2017 werd ontslagen, nam Caluwé opnieuw even over. Caluwé kon niet vermijden dat KV Mechelen op de twaalfde speeldag met 0-2 onderuit ging tegen KSC Lokeren en zo naar een gedeelde laatste plaats met KV Oostende, dat op dezelfde dag won, afgleed. Vier dagen later ging KV Mechelen onder leiding van Caluwé met 2-1 de boot in bij Zulte Waregem, waardoor de club alleen laatste werd in de Jupiler Pro League. Na een korte comeback van Janković diende Caluwé nog enkele maanden onder Dennis van Wijk, die KV Mechelen niet kon redden van de degradatie.